# Yuan de Jin
Yuan de Jin (Luoyang, 276 – 3 de janeiro de 323), foi um imperador da dinastia Jin (265-420) e o primeiro da dinastia Jin oriental. Seu reino perdeu o território de Jin no norte, mas controlou o sul, desde o rio Huai e os Três Desfiladeiros, por gerações Jin não foi ameaçado seriamente pelos reinos de Wu Hu ao norte.

## Carreira adiantada
Sima Rui nascido em 276 na capital da dinastia Jin, Luoyang, filho de Sima Jin (司馬覲), príncipe de Langye e marido da princesa Xiahou Wenji (夏侯文姬). (O livro de Wei relatou que não era filho biológico do príncipe de Jin mas o produto de um caso que a princesa Xiahou teve com o general Niu Jin (牛金), porém, como não havia evidência real, a reivindicação foi considerada suspeita.) Seu pai morreu em 290, e transformou-se no príncipe de Langye. O livro de Jin referiu ele como firme e sábio.
Em 304, no meio da guerra dos oito príncipes, Sima Rui participou em Sima Yue, da campanha de Donghai de encontro a Sima Ying, o príncipe de Chengdu como um general menor. Depois que Sima Ying derrotou Sima Yue, Sima Yue executou o tio Sima Yao de Sima Rui (司馬繇) o príncipe de Dong'an, que causou a Sima Rui muito medo. Decidiu fugir de volta a seu principado em Langye (Weifang moderno, ou Shandong), sob o conselho de Wang Dao, de Sima Yue. Tentou primeiramente dirigir de volta a Luoyang, mas quando estava a ponto de cruzar o rio amarelo, foi parado pelos protetores instruídos para deter todos os nobres ou oficiais de nível elevado do cruzamento (como Sima Ying tinha requisitado tais, temendo que os nobres o abandonassem ou o traçassem de encontro a ele). Os protetores permitiram então que cruzassem-se. Depois que Sima Rui voltou a Luoyang, tomou para si a princesa Dowager Xiahou e dirigiu-se à Langye, onde passaram os próximos anos longe da guerra dos oito príncipes.
Em 307, Sima Yue, vitorioso emerso na guerra dos oito príncipes, regente para do imperador Huai, sob o conselho de sua esposa, princesa Pei, Sima Rui se tornou o comandante militar do sul da província de Yang (揚州, Zhejiang, Jiangsu e Anhui do sul modernos). Como Sima Rui não era fomoso, depois que chegou em Jianye, poucos poderosos locais viriam à visita e a suportá-lo-ia. Sob o conselho de Wang Dao, Sima Rui visitou He Xun (賀循) e Gu Rong (顧榮) e convidou-os para desempenhar serviços em sua administração.

## Após a queda de Luoyang
Em 311, Luoyang caiu às forças de Han Zhao, e o imperador Huai foi capturado. Um grande número de refugiados, fugindo de Han Zhao, cruzaram o rio Yangtze e chegaram aos domínio de Sima Rui. Sob a sugestão de Wang Dao, Sima Rui procurou os homens talentosos entre eles e adicionou-os a sua administração, por exemplo, o notável alquimista Ge Hong, que estava entre os refugiados, tornou-se seu caixeiro. Então começou a exercitar um poder mais imperial, e começou a por todo o sul restante das províncias do rio Huai sob seu próprio controle - e, nos próximos anos, sob o comando do Wang Dun e de outros generais tais como Tao Kan e Zhou Fang (周訪), os rebeldes agrários que resistem principalmente nas províncias de Xiang (湘州, Hunan moderno) foram subjugados gradualmente. Entretanto, não fêz nenhum esforço para tentar emitir exércitos para o norte de encontro a Han Zhao. Porém, como seus assistentes eram a maior parte refugiados do norte, a população nativa começou a ficar descontentae, e nos próximos anos haveria fricções constantes que diminuíram a eficácia da administração de Sima Rui. Em 315, os membros do clã poderoso de Zhou, pretenderam começar uma insurreição contra ele, mas a conspiração foi exposta por outros membros do clã ainda leal a Jin. Em 315, Wang Dun podia finalmente suprimir os rebeldes agrários restantes no oeste, e começava a mostrar ambições e atuar independentemente de Sima Rui.
Em 313, depois que o imperador Huai foi executado por Han Zhao, Sima Ye, um sobrinho do imperador Huai, era imperador declarado em Chang'an. Sima Rui foi então nomeado o primeiro ministro, um título que aceitou; entretanto, não tomou nenhuma ação real no dae (dispositivo automático de entrada) do imperador. Quando o general Zu ti (祖逖) pediu para conduzir ao norte o exército, ele deu fontes à Zu somente mil homens sem tropas reais; Zu teve que procurar seus próprios soldados, mas conseguiu alguns soldados do sul e das cidades do rio amarelo.
Em 316, Chang'an caiu às forças de Han Zhao, e o imperador foi capturado. Sima Rui declarou rapidamente que estava indo atuar de encontro a Han Zhao, mas por outro lado reivindicou rapidamente falta de homens e adiou a campanha. Em 317, seus oficiais pediram que tomasse o trono, Sima Rui tomou o título de “príncipe de Jin” - um título usado previamente por Sima Zhao quando regente de Cao Wei.

## Reino adiantado
Em 318, o imperador Liu Cong de Han Zhao executou o imperador, e três meses mais tarde, a notícia chegou em Jiankang. Sima Rui declarou-se então imperador (como o imperador Yuan). Naquela época, as áreas diretamente sob seu controle estavam aproximadamente ao sul do rio amarelo e a leste dos Três Desfiladeiros, embora englobasse também território de Jin no norte - reconhecido como o imperador pela maior parte das pessoas.
Mais tarde também em 318, quando o imperador Liu de Han Zhao pode por um fim ao odicial Zhun, Zhun Jin indicou inicialmente que se estava submetendo à autoridade do imperador Yuan, e Yuan tentado tomar vantagem, emitiu um exército para ajudar a Jin Zhun. Entretanto, muito antes que o exército chegar lá, Jin Zhun foi derrotado pelo imperador novo Liu Yao e o general Shi Le de Han Zhao.
Em 319, as forças de Duan Pidi desmoronaram, e um outro regulador ainda leal a Jin - Shao Xu (邵續), o regulador da província de Ji (冀州, o Hebei central moderno). Entretanto, Shao e Duan foram capturados por Shi em 321, terminando todo o legado da dinastia Jin na China do norte - embora Murong Hui, o duque de Liaodong, estivesse ainda no controle de Liaoning moderno e se considerasse um vassalo de Jin.

## Confronto com Wang Dun
Em torno de 320, o relacionamento do imperador Yuan com Wang Dun estava no limite dA ruptura, porque Wang Dun estava cada vez mais arrogante devido ao controlo das províncias ocidentais. O imperador Yuan temeu-o, e começou conseqüentemente a agrupar os homens para combater Wang Dun, como Liu Huai (劉隗) e Diao Xie (刁協). Em 321, os membros da comissão do imperador Yuan, Dai Yuan (戴淵) e Liu, estavam sendo preparados para iniciar um ataque potencial contra Wang Dun.
Em 322, Wan Wang começou sua campanha de encontro ao imperador Yuan, reivindicando que o imperador Yuan estava sendo enganado por Liu e por Diao, e que seu somente ele limparia o governo. Tentou persuadir Gan Zhuo (甘卓), o regulador da província de Liang (梁州) e Sima Cheng (司馬承) o regulador da província de Xiang para juntar-se a ele, mais ambos resistiram. Wang chegou rapidamente em Jiankang, derrotando forças do imperador Yuan e entrando em Jiankang facilmente. Liu fugiu e depois Zhao, quando Diao, Dai, e Zhou Yi (周顗) foram mortos. O imperador Yuan foi forçado à se submeter e conceder a Wang Dun poderes adicionais no oeste. Wang Dun, satisfeito, permitiu que o imperador Yuan permanecesse no trono, e retirou-se de volta a sua base em Wuchang (武昌, em Ezhou moderno, em Hubei).
Após sua derrota, o imperador Yuan cresceu desalentado e em torno do ano novo de 323, morreu. O príncipe herdeiro Shao sucedeu ao trono como o imperador Ming.

## Parentescos
- Pai:
  - Sima Jin (司馬覲), príncipe Gongo de Langye, filho do príncipe Wu de Langye, filho de Sima Zhou (司馬伷) de Sima Yi;
- Mãe:
  - Princesa Xiahou Yuanji (夏侯元姬) (D. 307);
- Esposa: Princesa Yu Mengmu (虞孟母) (D. 312), honrada como a imperatriz Yuanjing;
- Concubinas principais:
  - Lady Xun (D. 335), mãe do príncipe herdeiro Shao, príncipe Pou, e princesa Xunyang;
  - Zheng Achun (鄭阿春) (D. 326), mãe dos príncipes Huan e Yu, honrada como imperatriz Xuan;
  - Shi, mãe do príncipe Chong;
  - Wang, mãe do príncipe Xi;
- Filhos:
  - Sima Shao (司馬紹), o príncipe herdeiro, imperador mais atrasado Ming de Jin;
  - Sima Pou (司馬裒) (B. 300), inicialmente Marques de Changleting, mais tarde duque de Xuancheng, príncipe mais atrasado Xiao de Langye (criado e D. 317);
  - Sima Chong (司馬沖) (B. 311), príncipe Ai de Donghai (D. 341);
  - Sima Xi (司馬唏) (B. 316), príncipe Wei de Wuling (criado 318, degradado ao status mais comum 372, D. e honrado como o príncipe de Xinning em 381, título de príncipe de Wuling restaurado em 387);
  - Sima Huan (司馬煥) (B. 317), inicialmente Marquess de Changleting, mais tarde Marquess de Xianyiting, príncipe mais atrasado Dao de Langye (criado e D. 318);
  - Sima Yu (司馬昱) (B. 320), inicialmente príncipe de Langye (criado 322), mais tarde príncipe de Kuaiji (criado 326), imperador mais atrasado Jianwen de Jin;
  - Princesa Xunyang;
  - Princesa Nankang.